# Brienomyrus brachyistius
Brienomyrus brachyistius är en fiskart som först beskrevs av Gill 1862.  Brienomyrus brachyistius ingår i släktet Brienomyrus och familjen Mormyridae. IUCN kategoriserar arten globalt som livskraftig. Inga underarter finns listade.